# Kindertransport

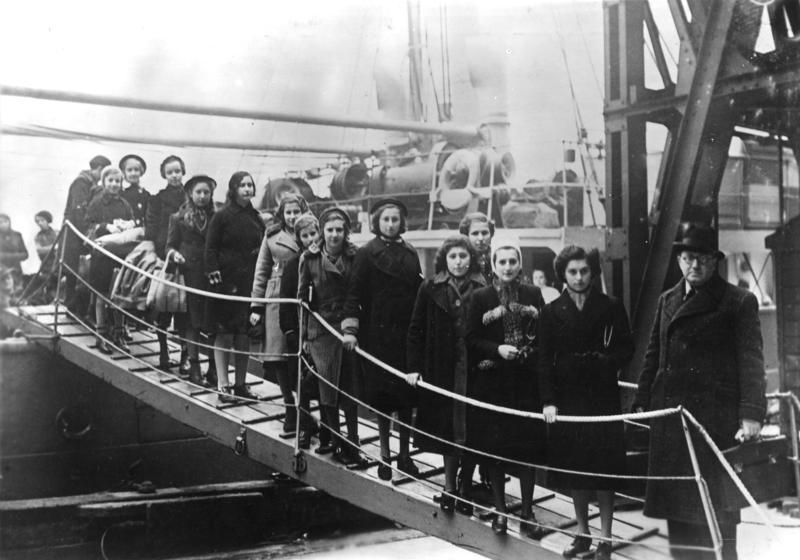
Arrivée des enfants juifs réfugiés, port de Londres, février 1939.

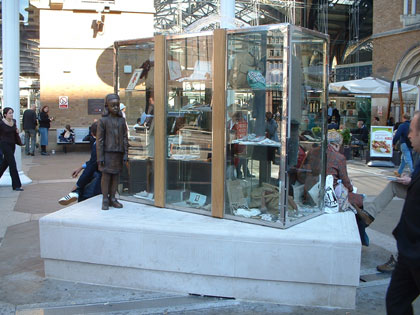
Kindertransport Memorial par Flor Kent, gare de Liverpool Street à Londres, 2003.

Kindertransport est une opération humanitaire menée par la Grande-Bretagne neuf mois avant la Seconde Guerre mondiale et au cours de laquelle elle accueillit près de dix mille enfants principalement juifs d'Allemagne, d'Autriche, de Tchécoslovaquie et de la ville de Dantzig. Les enfants furent placés dans des familles d'accueil anglaises, des pensions et des fermes.

## Circonstances
Le 15 novembre 1938, soit quelques jours après les pogroms des 9 et 10 novembre 1938 (événements connus sous le nom de « nuit de Cristal »), une délégation de leaders juifs britanniques se présenta au Premier ministre britannique Neville Chamberlain. Ils demandèrent entre autres que le gouvernement britannique permît temporairement l'admission d'enfants et d'adolescents qui ré-émigreraient plus tard. La communauté juive promit de payer des garanties pour ces enfants réfugiés.
Le cabinet britannique débattit du problème le lendemain et décida que la nation accepterait les enfants non accompagnés, depuis ceux qui étaient en bas âge jusqu'aux adolescents de moins de 17 ans. Aucune limite quant au nombre de réfugiés ne fut annoncée publiquement.
À la veille d'un débat majeur sur les réfugiés qui se tint le 21 novembre, le secrétaire général Sir Samuel Hoare rencontra une large délégation représentant plusieurs groupes juifs et non juifs qui travaillaient au nom des réfugiés. Les groupes étaient associés au sein d'une organisation non confessionnelle appelée le Mouvement pour la Protection des Enfants allemands. Le secrétaire général accepta d'accélérer le processus d'immigration, des documents de voyage seraient publiés sur la base d'une liste de groupe au lieu des applications individuelles. Cependant, des conditions strictes furent émises par rapport à l'entrée des enfants dans le pays. Les agences promirent de financer les opérations et de s'assurer qu'aucun réfugié ne devînt un fardeau financier pour le public. Pour chaque enfant on offrirait une garantie de 50 £ (environ 4 000 US$ au cours d'aujourd'hui) pour financer son éventuelle ré-émigration, puisqu'il était convenu que les enfants ne resteraient dans le pays que temporairement. (Une campagne comparable débuta aux États-Unis pour accueillir plus de dix mille enfants réfugiés à la faveur d'un relâchement des statuts d'immigration, mais elle n'alla pas plus loin que le comité du congrès chargé de débattre du problème).

## Organisation
Rapidement, le Mouvement pour la protection des enfants allemands, connu plus tard sous le nom de Mouvement pour les Enfants Réfugiés (MER), envoya des délégués en Allemagne et en Autriche pour étudier comment choisir, organiser et transporter les enfants. Le 25 novembre, les citoyens britanniques entendirent un appel à des familles d'accueil sur le canal radio BBC Home Service. Bientôt, quelque cinq cents offres furent reçues, et des volontaires, membres du MER, commencèrent à visiter les familles d'accueil possibles. Ils n'insistèrent pas pour qu'elles fussent elles-mêmes juives. Ils n'examinèrent pas non plus trop attentivement les motivations des familles ni ce qu'elles étaient vraiment : il suffisait que la maison eût l'air propre et que les familles semblassent respectables.
Avant Noël 1938, Nicholas Winton, 29 ans, agent de change britannique d'origine juive allemande, s'apprêtait à se rendre en Suisse pour des vacances de ski mais, à la suite d'une conversation téléphonique, décida de se rendre à Prague afin d'aider un ami, Martin Blake, qui aidait des réfugiés juifs. Il créa une organisation d'aide aux enfants juifs de Tchécoslovaquie séparés de leur famille par les nazis, et mit en place un bureau sur une table de salle à manger de son hôtel place Venceslas. En novembre 1938, peu après la nuit de Cristal, la Chambre des communes britannique approuva une mesure qui permettrait l'entrée des réfugiés de moins de 17 ans en Angleterre, à condition d'avoir un endroit pour y demeurer et une garantie de 50 livres sterling pour un billet de retour éventuel dans leur pays d'origine. Winton trouva des foyers pour les 669 enfants, dont beaucoup de parents devaient périr à Auschwitz. Tout au long de l'été, il fit paraître des annonces pour trouver des familles d’accueil. Le dernier groupe, qui quitta Prague le 3 septembre 1939, fut renvoyé parce que les nazis avaient envahi la Pologne, marquant le début de la Seconde Guerre mondiale.
En Allemagne, un réseau d'organisateurs fut mis en place et des volontaires y travaillèrent jour et nuit pour établir des listes de priorité de jeunes les plus menacés : adolescents enfermés dans des camps de concentration ou en danger d'arrestation, enfants polonais ou adolescents menacés de déportation, enfants dans des orphelinats juifs, enfants dont les parents étaient trop pauvres pour les garder, ou enfants avec un parent en camp de concentration. Dès que les enfants eurent été identifiés et groupés par listes, on donna à leurs tuteurs ou à leurs parents une date pour le voyage et des détails pour le départ.
À leur arrivée dans un port de Grande-Bretagne, les Kinder pour lesquels des familles adoptives n'avaient pas encore été prévues furent abrités dans des centres d'hébergement temporaires, par exemple des camps de vacances d'été comme Dover Court et Pakefield. Trouver des familles adoptives n'était pas toujours facile et le fait d'être choisi pour l'une d'elles ne signifiait pas nécessairement qu'ils trouveraient enfin du réconfort et une vie normale. Même si beaucoup d'enfants furent bien traités et purent tisser des liens d'affection avec leurs hôtes britanniques, certains furent maltraités ou exploités. Certaines familles virent dans les adolescentes qu'ils prenaient une façon de se procurer une femme de ménage à peu de frais. On montra peu de sensibilité pour les besoins culturels et religieux des enfants et, dans le cas de certains, leurs traditions se trouvèrent presque effacées.

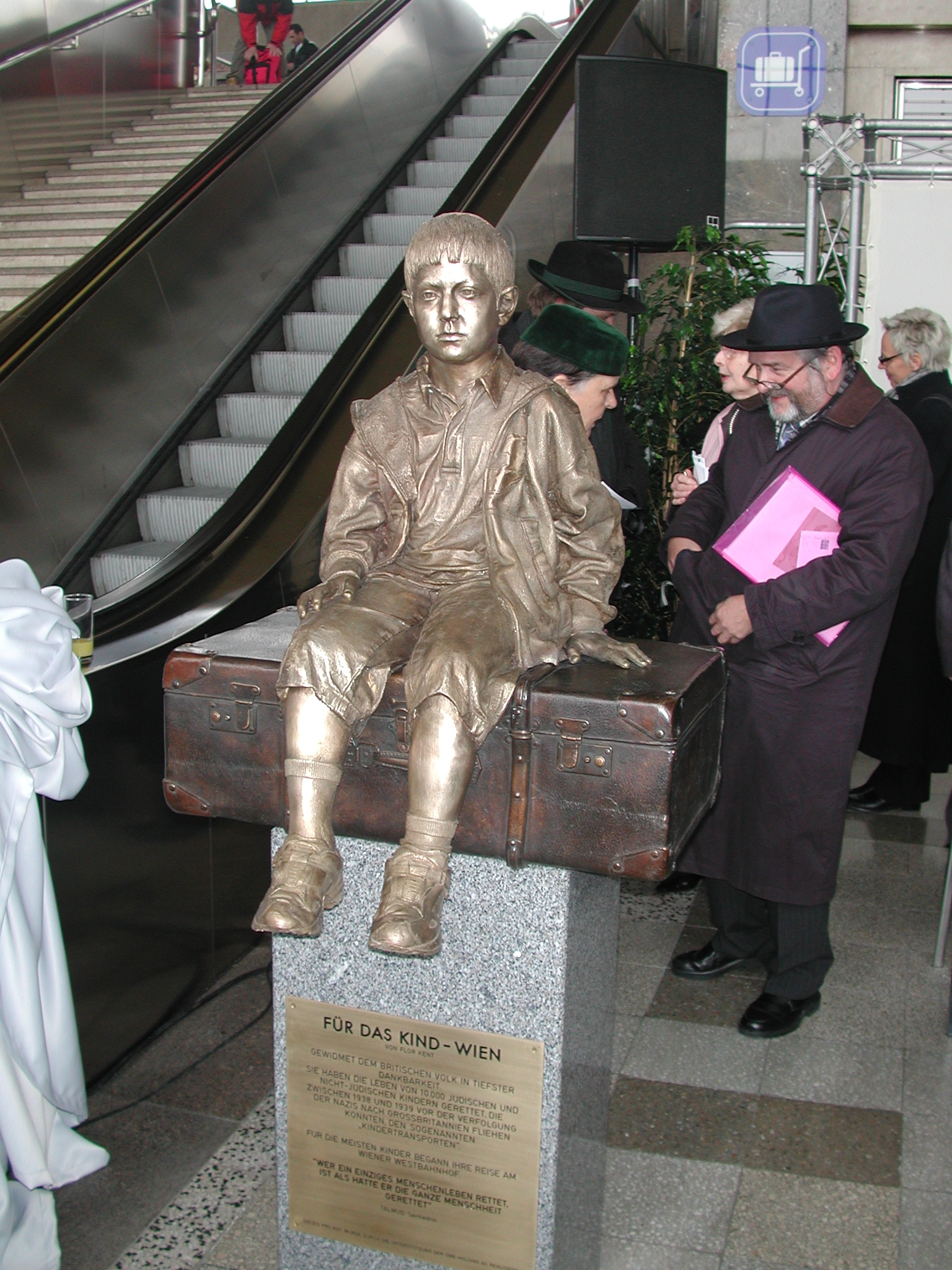
Für Das Kind.
Vienne, en remerciement au peuple britannique pour avoir sauvé des milliers d'enfants juifs de la terreur nazie.

## Transports
Le premier Kindertransport partit de Berlin le 1er décembre 1938 et le premier départ de Vienne eut lieu le 10 décembre. Pendant les trois premiers mois, les enfants vinrent surtout d'Allemagne, ensuite principalement d'Autriche. En mars 1939, après l'entrée de l'armée allemande en Tchécoslovaquie, des transports au départ de Prague furent mis en place en toute hâte. Des trains d'enfants juifs polonais furent aussi organisés en février et août 1939.
Comme le gouvernement allemand avait ordonné que les évacuations ne gênassent pas le trafic des ports en Allemagne, les trains traversaient le territoire allemand et via la Belgique entraient aux Pays-Bas où ils arrivaient au port de Hoek van Holland. De là, les enfants se rendaient par ferry dans les ports britanniques de Harwich ou de Southampton.
Le dernier groupe d'enfants partit d'Allemagne le 1er septembre 1939, jour où l'armée allemande envahit la Pologne, ce qui amena la Grande-Bretagne, la France et d'autres pays à lui déclarer la guerre. Le dernier transport connu de Kinder en provenance des Pays-Bas partit le 14 mai 1940, jour où l'armée néerlandaise se rendit aux Allemands. De façon tragique, des centaines de Kinder furent arrêtés en Belgique et aux Pays-Bas pendant l'invasion allemande, ce qui les livrait une fois de plus au régime nazi et à ses collaborateurs.
À Vienne, un règlement nazi interdisait aux juifs l'accès aux tramways et aux gares, il leur était donc quasiment impossible de profiter de l'offre du Kindertransport. Cependant des représentants quakers se trouvaient à l'extérieur de la gare et dans les trains, ainsi qu'à la gare de Liverpool Street, pour accueillir les enfants et les assister durant tout le trajet.

## Internement et service militaire
En 1940, le gouvernement britannique ordonna l'internement des réfugiés de 16 à 70 ans venus des pays ennemis : on les appelait des « étrangers ennemis ». En conséquence, environ mille parmi les enfants les plus âgés furent placés dans des camps d'internement improvisés et environ quatre cents furent transportés outre-mer au Canada et en Australie. Aux jeunes hommes, en particulier aux Kinder qui remplissaient les conditions, on offrit la possibilité d'entrer dans l'armée ou dans le Corps des Pionniers Auxiliaires. Environ mille adolescents allemands et autrichiens servirent ainsi dans les forces armées britanniques, y compris les unités de combat. Plusieurs douzaines rejoignirent des formations d'élite comme les Forces Spéciales, où leurs compétences linguistiques se révélèrent précieuses.

## Sculptures
L'architecte et sculpteur Frank Meisler (1925-2018) fait partie des enfants sauvés par ce transport. Il quitte sa ville natale de Danzig à l'âge de 10 ans en 1939. Ses parents décèdent peu après à Auschwitz. Depuis 1960, il vit et travaille en Israël. Il a réalisé des images, devenues depuis la Route der Kindertransporte, dans :
- 2006. Londres, Gare de Liverpool Street. Kindertransport - The Arrival (L'arrivée). À l'initiative de Charles de Galles. Il a remplacé le bronze Für das Kind de Flor Kent, placé en 2003. Cela commémorait l'arrivée des 10 000 enfants qui avaient quitté Hoek van Holland.
- 2008. Berlin, Gare de Berlin Friedrichstraße. Kindertransport - Züge in das Leben - Züge in den Tod (Trains à la vie - trains à la mort).
- 2009. Gdańsk, Gare Gdańsk Główny. Kindertransport - Die Abreise (Le Départ). Erigé devant la gare à la demande du maire de Gdańsk Paweł Adamowicz.
- 2011. Hoek van Holland. Kindertransport - Channel Crossing to Life (Traversée de la Manche vers la vie). Sculpté avec Arie Ovadia. Le journal De Rotterdammer du 11 novembre 1938 est représenté à côté du garçon assis, dans lequel les messages L'admission d'enfants juifs allemands et Des milliers de Juifs doivent quitter l'Allemagne.
- 2015. Hambourg, Gare centrale de Hambourg. Kindertransport - Der letzte Abschied (Le dernier adieu). Sculpté avec Arie Ovadia. Entre décembre 1938 et le 1er septembre 1939, environ 1 000 enfants ont voyagé de Hambourg vers la Grande-Bretagne.

Les groupes de sculptures présentent à la fois des similitudes et des détails de conception différents. Ses sculptures en bronze grandeur nature sont à la fois un mémorial pour les enfants partis joyeusement pour l'Angleterre et pour les enfants qui ont été déportés dans des camps de concentration par les trains de la Deutsche Reichsbahn. Par conséquent, les monuments commémoratifs situés à Berlin et Hambourg montrent deux groupes d'enfants et de jeunes debout, dos à dos, attendant un train. Représentés en différentes couleurs, le groupe des rescapés est en infériorité numérique, car la majorité des enfants juifs (plus de 1 million) ont péri dans les camps de la mort nazis.

Tableaux
Londres.
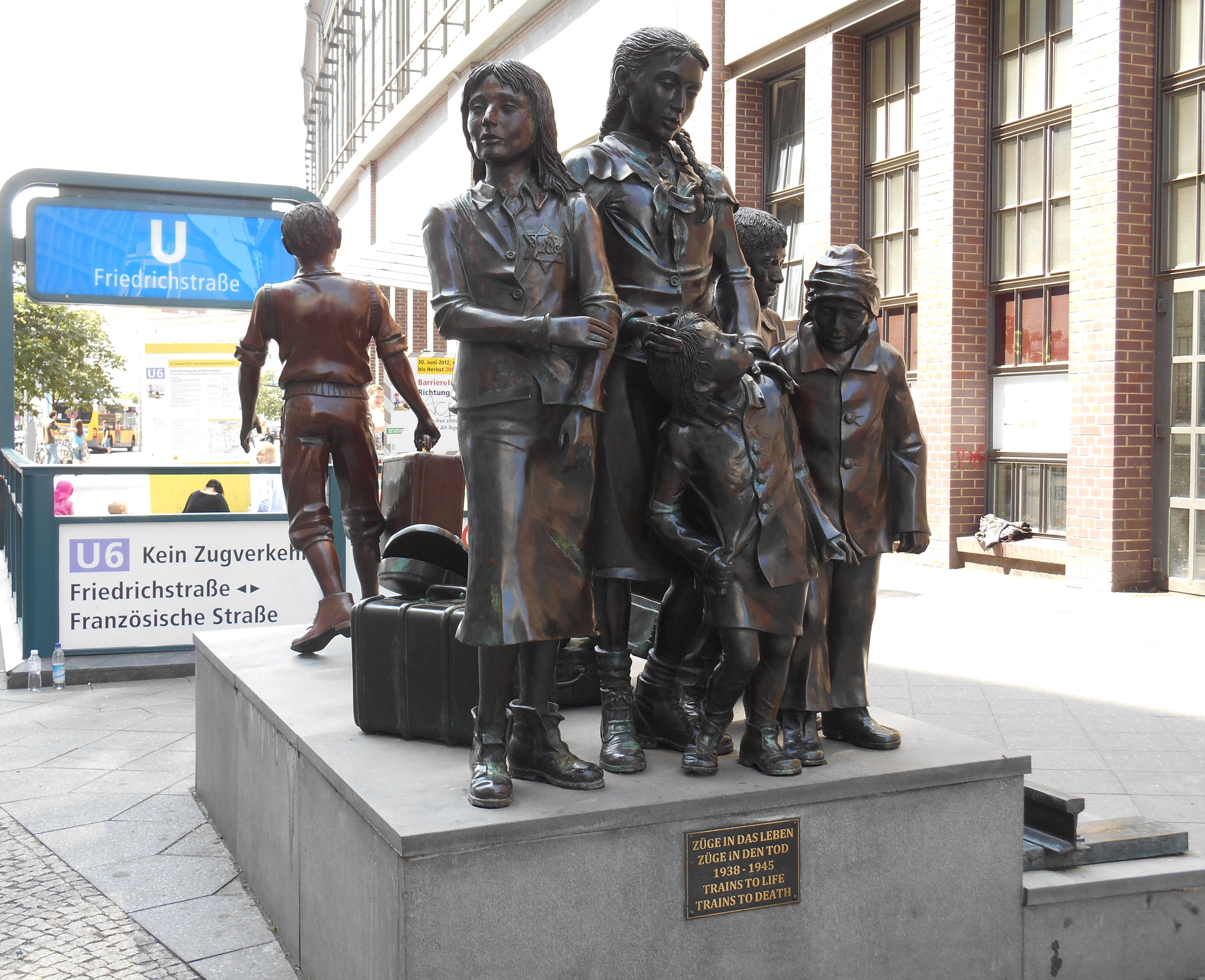
Berlin.
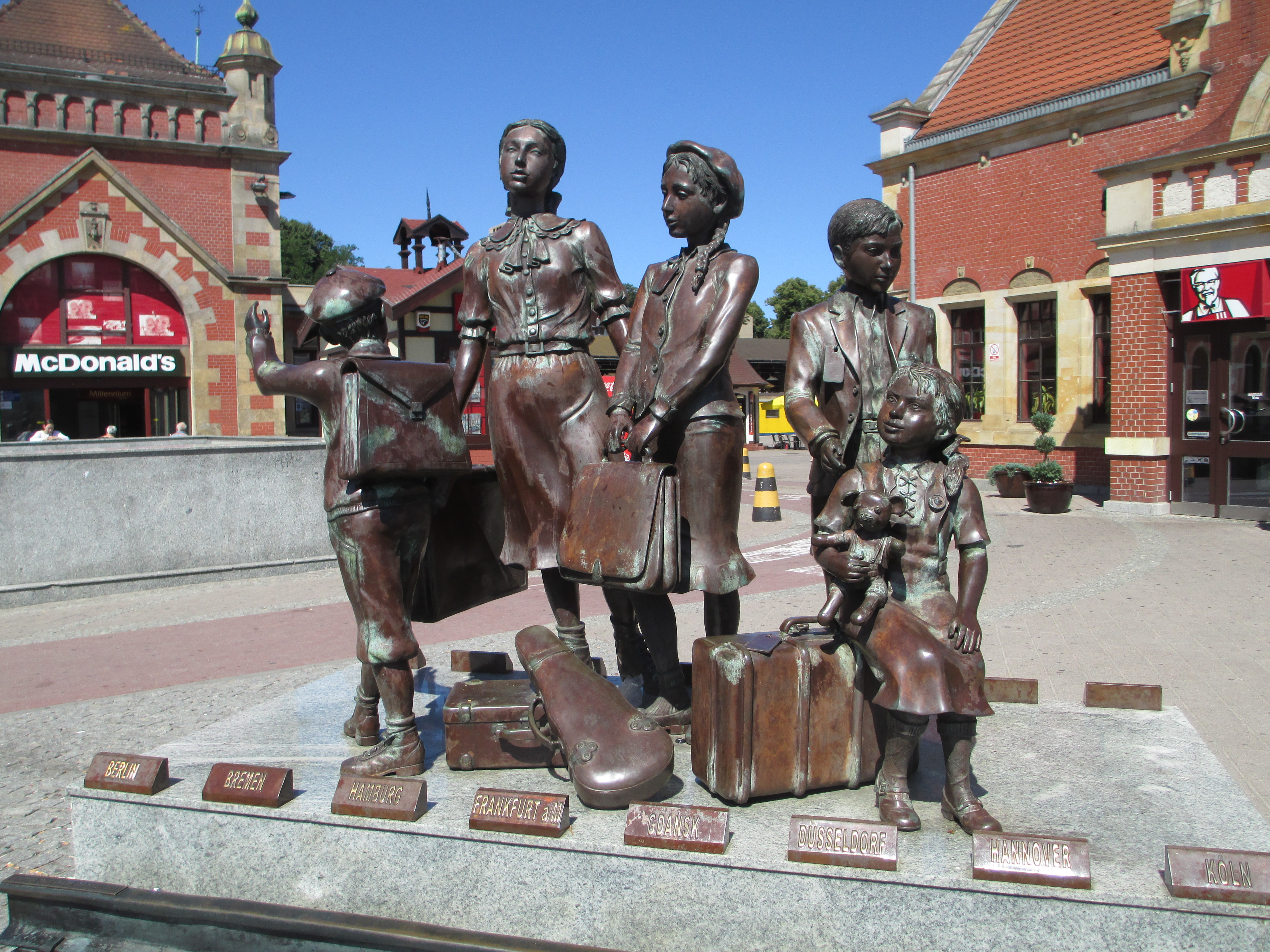
Gdańsk.
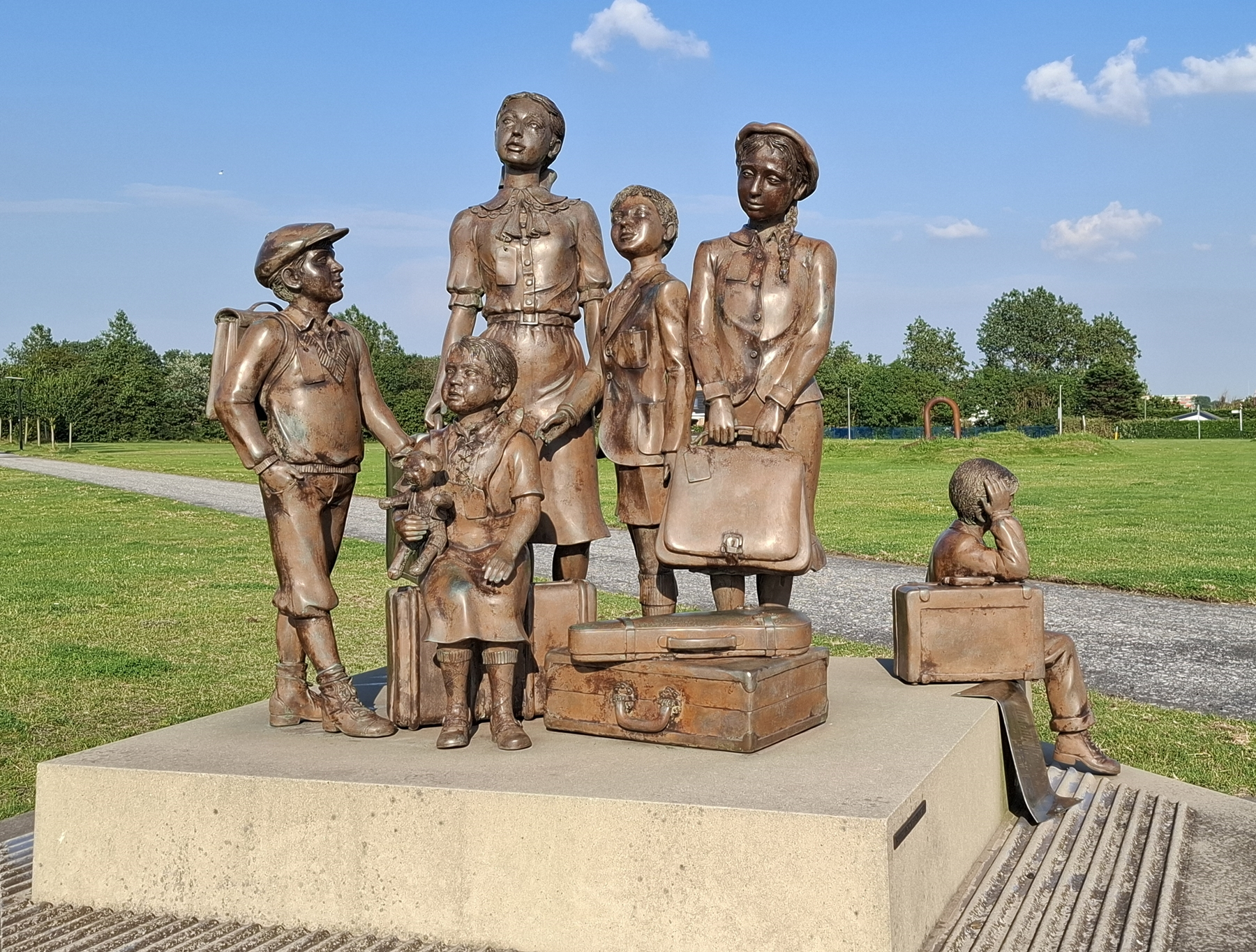
Hoek van Holland.
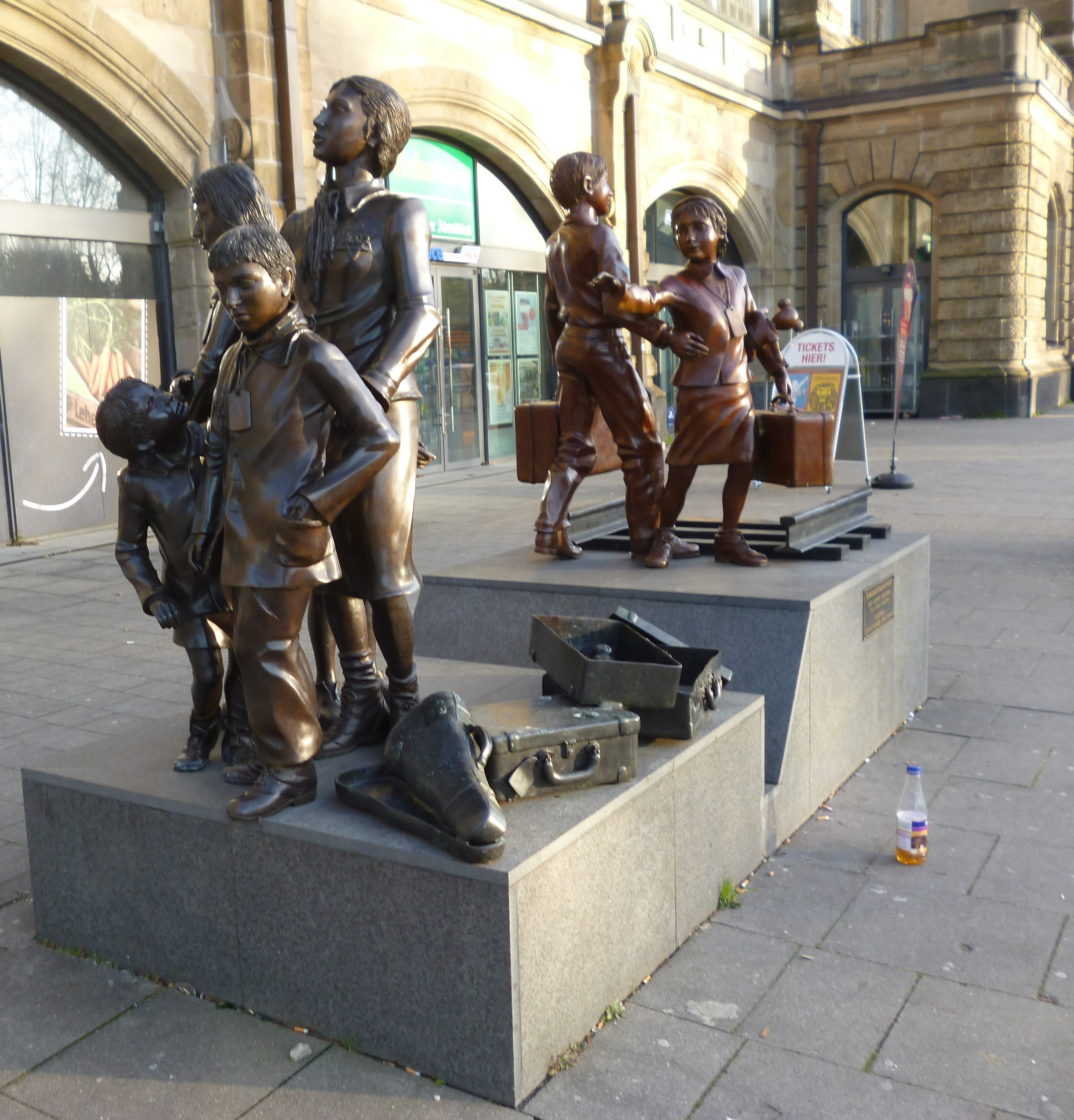
Hambourg.

## Présentations audiovisuelles
Le premier film documentaire réalisé sur le Kindertransport fut My Knees Were Jumping; Remembering the Kindertransports, qui a été présenté au Festival du film de Sundance en 1996 et adapté au théâtre en 1998. La réalisatrice, Melissa Hacker, est la fille d'une Kind, la créatrice de costumes Ruth Morley.
Into the Arms of Strangers : Stories of the Kindertransport, raconté par Judi Dench et produit par la Warner Bros. Pictures, a gagné l'Oscar du cinéma en 2001 pour la meilleure production documentaire. Il existe aussi un livret d'accompagnement du même nom. La productrice du film, Deborah Oppenheimer, est la fille d'un survivant du Kindertransport. Le réalisateur Mark Jonathan Harris a été trois fois nommé aux Oscars.
Kindertransport est le nom d'une pièce de théâtre de Diane Samuels, qui nous montre la suite de la vie d'un enfant du Kindertransport. Elle fut jouée pour la première fois par la Soho Theatre Company au Cockpit Theatre de Londres le 13 avril 1993.

## Enfants sauvés célèbres
- Hans Menasse (1930-2022), joueur de football autrichien[5].

## Romans
- Frédéric Staniland, Nummer, Scrineo, coll. « Jeunesse », 2014, 311 p. (ISBN 2367401780)
- Alison Pick (trad. de l'anglais par Sophie Voillot), L'Enfant du jeudi, Éditions du Boréal, 2012, 392 p. (ISBN 9782764621516), Quatrième partie - Le Kindertransport
- W. G. Sebald (trad. de l'allemand par Patrick Charbonneau), Austerlitz (en), Actes Sud, 2002, 352 p. (ISBN 9782742739530)
- Meg Waite Clayton (trad. de l'anglais -Etats-Unis- par Oscar Perrin), Dernier train pour Londres, Editions Les Escales, 2022,  (ISBN 978-2-266-33570-6)

## Autobiographies
- (en) Meisler, Frank. On the Vistula Facing East. Deutsch, London 1996,  (ISBN 0-233-99022-4).
- (en) David, Ruth. Child of our Time: A Young Girl's Flight from the Holocaust, I.B. Tauris.
- (en) Gershon, Karen. We came as Children: A Collective Autobiography, London, Gollancz 1966. Non-fiction fondée sur plusieurs autobiographies.
- (en) Golabek, Mona et Lee Cohen. The Children of Willesden Lane. Récit d'un jeune pianiste juif qui a échappé aux nazis grâce au Kindertransport,  (ISBN 978-0446690270).
- (en) Segal, Lore. Other People's Houses. La vie de l'auteur, fille du Kindertransport partie de Vienne, racontée avec la voix d'une enfant. The New Press, New York 1994.
- (en) Smith, Lyn. Remembering: Voices of the Holocaust. Ebury Press, Great Britain, 2005, Carroll & Graf Publishers, New York, 2006.  (ISBN 0-78671-640-1).
- (en) Whiteman, Dorit. The Uprooted: A Hitler Legacy: Voices of Those Who Escaped Before the "Final Solution." chez Perseus Books, Cambridge, MA 1993.